# 米達斯島
米達斯島（英語：Midas Island），是南極洲的島嶼，位於葛拉漢地西岸的丹科海岸，處於阿彭迪斯島西北面，由比利時探險隊發現，現時由南極條約體系管理。